# Franz Diebl
Franz Diebl (* 8. September 1770 in Tschastolowitz, Böhmen; † 13. August 1859 in Brünn) war ein böhmisch-österreichischer Naturforscher und Professor für Landwirtschaft an der Philosophischen Lehranstalt in Brünn. Er war einer der Lehrer von Gregor Mendel.
Gemeinsam mit Imre Festetics, Baron Emmanuel Bartenstein, Joseph Michael von Ehrenfels und Cyrill Napp,  war er eines der aktivsten Mitglieder in der Mährischen Landwirtschaftlichen Vereinigung in Brünn, sowie Sekretär der dortigen Pomologischen Gesellschaft. Als Botaniker gestaltete er den Botanischen Garten in Brünn, den er 1828 der Öffentlichkeit zugänglich machte. In 1838 wurde Diebl gemeinsam mit seinem Kollegen Cyrill Napp als Vertreter der Pomologischen Gesellschaft für die Züchtung einer neuen schwarzen Johannisbeer-Sorte mit einem Preis ausgezeichnet. Im akademischen Jahr 1845/46 belegte Gregor Mendel seinen Kurs und graduierte mit einem Abschluss in praktischer Landwirtschaft. Diebels Vorlesungen von 1829 bis 1844 waren publiziert und die Vorlesungen enthalten genaue Anweisungen zur künstlichen Befruchtung von Nutzpflanzen wie Erbsen und Bohnen. Mendel kannte die Vorlesungsnotizen und erhielt in der Abschlussprüfung Bestnoten. Weitere Interessen betrafen die Schafzucht und gemeinsam mit Professor Johann Karl Nestler war er Mitherausgeber der Mitteilungen der Brünner Schafzüchter-Vereinigung.